# منتخب إيران لاتحاد الرغبي
منتخب إيران الوطني لاتحاد الرغبي (بالفارسية: تیم ملی راگبی اتحادیه ایران) هو ممثل إيران الرسمي في المنافسات الدولية في اتحاد الرغبي .